# Louis Coulon (naturaliste)
Pour les articles homonymes, voir Coulon.
Louis Coulon, né le 2 juillet 1804 à Neuchâtel et décédé le 13 juin 1894 dans la même ville, est un naturaliste suisse, président de la Société neuchâteloise des sciences naturelles (1837-1890) et fondateur du Muséum d'histoire naturelle de Neuchâtel.

## Biographie
Louis Coulon est né le 2 juillet 1804 à Neuchâtel, en Suisse. Il est le fils aîné du négociant Paul-Louis-Auguste Coulon (1777-1855) et de Julie de Meuron (1780-1820). En 1830, il épousera Cécile de Montmollin (1805-1880), la fille du conseiller d'État Frédéric-Auguste de Montmollin (1776-1836).
En 1822, ses parents l'envoient à Mannheim pour apprendre l'allemand. Il y fait également de nombreuses excursions pour agrandir des collections d'histoire naturelle qu'il a commencées dès l'enfance. Après des études d'histoire naturelle à Paris de 1824 à 1828. Il y suite les enseignements de professeurs tels que Isidore Geoffroy Saint-Hilaire, Jean-Baptiste de Lamarck, Bernard-Germain de Lacépède ou Adolphe Brongniart. Il se lie également d'amitié avec l'ingénieur Henri Ladame (1807-1870) et retourne à Neuchâtel,.
Il est nommé responsable des forêts de la ville, responsabilité qu'il conservera jusqu'en 1865, et membre de la commission de la Bibliothèque dès son retour en 1828,. Le 23 novembre 1829, il est nommé directeur du Cabinet d'histoire naturelle de la ville. Il incite le zoologiste Louis Agassiz à rejoindre l'Académie de Neuchâtel nouvellement créée en trouvant les fonds nécessaires pour financer une chaire d'histoire naturelle. Ensemble et avec d'autres naturalistes neuchâtelois, ils fondent en 1832 la Société neuchâteloise des sciences naturelles. Cinq ans plus tard, Louis Coulon prend la présidence de cette société et la conserve jusqu'en 1890. En 1866, il préside la Société helvétique des sciences naturelles.
En 1837, à la suite de la construction du Collège latin, il crée le Muséum d'histoire naturelle de Neuchâtel, qui succède au Cabinet d'histoire naturelle, notamment grâce aux collections de son père et de Louis Agassiz. Louis Coulon offre, lui, ses collections ornithologiques au Museum. En 1838, il finance avec son père l'expédition du naturaliste glaronais Johann Jakob von Tschudi en Amérique du Sud qui dure cinq ans et qui enrichit les collections du Muséum. Il fait également régulièrement part de ses souhaits aux commerçants et missionnaires neuchâtelois qui se rendent à l'étranger. Il entretient également des contacts soutenus avec les chasseurs et les pêcheurs des environs de Neuchâtel. Il est conservateur de ce musée jusqu'à son décès en 1894 et y consacre, bénévolement, une grande partie de son temps,. Il renfloue également à plusieurs reprises les caisses du Muséum, une pratique dont son homologue bâlois Peter Merian (1795-1883) était coutumier.
En 1858, il organise une souscription pour acheter la collection de 153 animaux alpestres chassés et empaillés par le major Isidore Challandes (1814-1884). L'idée de Coulon est que les souscripteurs puissent se voir rembourser leurs actions avec un bonus de 5% grâce au prix que les visiteurs de la collection payeront. Une Société du Musée alpestre est mise sur pied pour exploiter cette collection, mais les rentrées financière sont inférieures aux attentes et seule une partie des actions peuvent être remboursées. En 1895, une année après la mort de Coulon, cette société dépose son bilan et la collection est intégrée à celle du Muséum d'histoire naturelle.
Parallèlement à ces activités scientifiques, Louis Coulon siège également dans les différents conseils de la ville de Neuchâtel. En 1848, après la Révolution neuchâteloise qu'il accepte, il est nommé au conseil administratif de la bourgeoisie. Il est également capitaine dans les milices neuchâteloises et membre du Collège des Anciens de l'Église neuchâteloise.

## Prix et reconnaissances
En 1882, l'Académie de Neuchâtel lui confère le titre de professeur honoraire et l'université de Bâle lui décerne un doctorat honoris causa.